# Minsk Zubrs
I Minsk Zubrs – Минские Зубры in lingua bielorussa – sono una squadra di football americano di Minsk, in Bielorussia; fondati nel 1991, hanno vinto 3 campionati della Comunità degli Stati Indipendenti, una Eastern League of American Football, un titolo ULAF e una Baltic Sea League.

## Dettaglio stagioni

### Tornei nazionali

#### Campionato

##### ULAF Divizion A (primo livello ucraino)
| Stagione | regular season | regular season | regular season | regular season | regular season | regular season | playoff | playoff | playoff | playoff | playoff | playoff   | playoff      |
|          | Vin            | Par            | Per            | Tot            | PF             | PS             | Vin     | Per     | Tot     | PF      | PS      | risultato | avversaria   |
| -------- | -------------- | -------------- | -------------- | -------------- | -------------- | -------------- | ------- | ------- | ------- | ------- | ------- | --------- | ------------ |
| 2016     | 5              | 0              | 1              | 6              | 212            | 159            | 2       | 0       | 2       | 71      | 27      | Campioni  | Kiev Bandits |
| Totale   | 5              | 0              | 1              | 6              | 212            | 159            | 2       | 0       | 2       | 71      | 27      |           |              |

Fonti: Enciclopedia del Football - A cura di Roberto Mezzetti

### Tornei internazionali

#### Eastern Cup
| Stagione | regular season | regular season | regular season | regular season | regular season | regular season | playoff | playoff | playoff | playoff | playoff | playoff   | playoff         |
|          | Vin            | Par            | Per            | Tot            | PF             | PS             | Vin     | Per     | Tot     | PF      | PS      | risultato | avversaria      |
| -------- | -------------- | -------------- | -------------- | -------------- | -------------- | -------------- | ------- | ------- | ------- | ------- | ------- | --------- | --------------- |
| 2010     | -              | -              | -              | -              | -              | -              | 1       | 1       | 2       | 22      | 20      | Finale    | Moscow Patriots |
| Totale   | -              | -              | -              | -              | -              | -              | 1       | 1       | 2       | 22      | 20      |           |                 |

Fonti: Enciclopedia del Football - A cura di Roberto Mezzetti

#### Eastern League of American Football
| Stagione | regular season | regular season | regular season | regular season | regular season | regular season | playoff | playoff | playoff | playoff | playoff | playoff    | playoff       |
|          | Vin            | Par            | Per            | Tot            | PF             | PS             | Vin     | Per     | Tot     | PF      | PS      | risultato  | avversaria    |
| -------- | -------------- | -------------- | -------------- | -------------- | -------------- | -------------- | ------- | ------- | ------- | ------- | ------- | ---------- | ------------- |
| 2013     | 6              | 0              | 0              | 6              | 235            | 53             | 2       | 0       | 2       | 111     | 13      | Campioni   | Minsk Litwins |
| 2014     | 2              | 0              | 2              | 4              | 131            | 75             | 1       | 1       | 2       | 61      | 44      | Semifinale | Moscow Bruins |
| 2015     | 2              | 1              | 3              | 6              | 64             | 107            | -       | -       | -       | -       | -       | -          | -             |
| Totale   | 10             | 1              | 5              | 16             | 430            | 235            | 3       | 1       | 4       | 172     | 57      |            |               |

Fonti: Enciclopedia del Football - A cura di Roberto Mezzetti

#### Baltic Sea League
| Stagione | regular season | regular season | regular season | regular season | regular season | regular season | playoff | playoff | playoff | playoff | playoff | playoff   | playoff      |
|          | Vin            | Par            | Per            | Tot            | PF             | PS             | Vin     | Per     | Tot     | PF      | PS      | risultato | avversaria   |
| -------- | -------------- | -------------- | -------------- | -------------- | -------------- | -------------- | ------- | ------- | ------- | ------- | ------- | --------- | ------------ |
| 2016     | -              | -              | -              | -              | -              | -              | 2       | 0       | 2       | 58      | 6       | Campioni  | Kotka Eagles |
| Totale   | -              | -              | -              | -              | -              | -              | 2       | 0       | 2       | 58      | 6       |           |              |

Fonti: Enciclopedia del Football - A cura di Roberto Mezzetti

#### Monte Clark Cup
| Stagione | regular season | regular season | regular season | regular season | regular season | regular season | playoff | playoff | playoff | playoff | playoff | playoff     | playoff                       |
|          | Vin            | Par            | Per            | Tot            | PF             | PS             | Vin     | Per     | Tot     | PF      | PS      | risultato   | avversaria                    |
| -------- | -------------- | -------------- | -------------- | -------------- | -------------- | -------------- | ------- | ------- | ------- | ------- | ------- | ----------- | ----------------------------- |
| 2017     | 4              | 0              | 0              | 4              | 140            | 40             | 2       | 0       | 2       | 90      | 18      | Campioni    | Tartu Titans                  |
| 2018     | 3              | 0              | 1              | 4              | 147            | 57             | 1       | 1       | 2       | 88      | 72      | Terzo posto | Sankt Petersburg North Legion |
| Totale   | 7              | 0              | 1              | 8              | 287            | 97             | 3       | 1       | 4       | 178     | 90      |             |                               |

Fonti: Enciclopedia del Football - A cura di Roberto Mezzetti

#### Monte Clark Arena Cup
| Stagione | regular season | regular season | regular season | regular season | regular season | regular season | playoff | playoff | playoff | playoff | playoff | playoff     | playoff                       |
|          | Vin            | Par            | Per            | Tot            | PF             | PS             | Vin     | Per     | Tot     | PF      | PS      | risultato   | avversaria                    |
| -------- | -------------- | -------------- | -------------- | -------------- | -------------- | -------------- | ------- | ------- | ------- | ------- | ------- | ----------- | ----------------------------- |
| 2019     | 2              | 0              | 0              | 2              | 68             | 14             | 2       | 0       | 2       | 67      | 20      | Campioni    | Petrozavodsk Karelian Gunners |
| 2020     | 2              | 0              | 0              | 2              | 59             | 12             | 1       | 1       | 2       | 71      | 45      | Terzo posto | Kaliningrad Amber Hawks       |
| Totale   | 4              | 0              | 0              | 4              | 127            | 26             | 3       | 1       | 4       | 138     | 65      |             |                               |

Fonti: Enciclopedia del Football - A cura di Roberto Mezzetti

## I Minsk Moose
Per l'edizione 2017 della Monte Clark Cup gli Zubrs si presentarono - oltre che con la prima squadra - anche con un farm team chiamato Minsk Moose, squadra presentata anche nell'edizione 2019 del campionato nazionale.

### Tornei nazionali

#### Campionato

##### Campionato bielorusso
| Stagione | regular season | regular season | regular season | regular season | regular season | regular season | playoff | playoff | playoff | playoff | playoff | playoff   | playoff       |
|          | Vin            | Par            | Per            | Tot            | PF             | PS             | Vin     | Per     | Tot     | PF      | PS      | risultato | avversaria    |
| -------- | -------------- | -------------- | -------------- | -------------- | -------------- | -------------- | ------- | ------- | ------- | ------- | ------- | --------- | ------------- |
| 2019     | 3              | 0              | 0              | 3              | 110            | 42             | 1       | 1       | 2       | 42      | 41      | Finale    | Minsk Litwins |
| Totale   | 3              | 0              | 0              | 3              | 110            | 42             | 1       | 1       | 2       | 42      | 41      |           |               |

Fonti: Enciclopedia del Football - A cura di Roberto Mezzetti

#### Tornei internazionali

##### Monte Clark Cup
| Stagione | regular season | regular season | regular season | regular season | regular season | regular season | playoff | playoff | playoff | playoff | playoff | playoff   | playoff    |
|          | Vin            | Par            | Per            | Tot            | PF             | PS             | Vin     | Per     | Tot     | PF      | PS      | risultato | avversaria |
| -------- | -------------- | -------------- | -------------- | -------------- | -------------- | -------------- | ------- | ------- | ------- | ------- | ------- | --------- | ---------- |
| 2017     | 0              | 0              | 4              | 4              | 47             | 131            | -       | -       | -       | -       | -       | -         | -          |
| Totale   | 0              | 0              | 4              | 4              | 47             | 131            | -       | -       | -       | -       | -       |           |            |

Fonti: Enciclopedia del Football - A cura di Roberto Mezzetti

## Riepilogo fasi finali disputate
| Anno              | Luogo   | Evento                              | Fase del torneo      | Incontro                                    | Risultato |
| 11 luglio 2010    | Minsk   | EFAF Eastern Cup                    | Finale               | Moscow Patriots - Minsk Zubrs               | 6 - 0     |
| 5 ottobre 2013    |         | Eastern League of American Football | Finale               | Minsk Zubrs - Minsk Litwins                 | 62 - 13   |
| 17 agosto 2014    |         | Eastern League of American Football | Semifinale           | Moscow Bruins - Minsk Zubrs                 | 33 - 32   |
| 8 ottobre 2016    | Užhorod | ULAF Divizion A                     | Finale               | Minsk Zubrs - Kiev Bandits                  | 24 - 14   |
| 15 ottobre 2016   | Riga    | Baltic Sea League                   | Baltic Bowl          | Kotka Eagles - Minsk Zubrs                  | 0 - 38    |
| 16 settembre 2017 | Minsk   | Monte Clark Cup                     | Finale               | Minsk Zubrs - Tartu Titans                  | 42 - 6    |
| 8 luglio 2018     | Minsk   | Monte Clark Cup                     | Finale 3º - 4º posto | Sankt Petersburg North Legion - Minsk Zubrs | 34 - 54   |
| 3 marzo 2019      | Minsk   | Monte Clark Arena Cup               | Finale               | Minsk Zubrs - Petrozavodsk Karelian Gunners | 27 - 13   |
| 29 settembre 2019 | Minsk   | Campionato bielorusso               | Finale               | Minsk Litwins - Minsk Moose                 | 27 - 20   |
| 1º marzo 2020     | Minsk   | Monte Clark Arena Cup               | Finale 3º - 4º posto | Minsk Zubrs - Kaliningrad Amber Hawks       | 45 - 13   |

## Palmarès
- 3 Campionati CSI (1992-1994)
- 1 ELAF Bowl (2013)
- 1 Campionato ULAF (2016)
- 1 Monte Clark Cup (2017)
- 1 Monte Clark Arena Cup (2019)
- 1 Baltic Sea League (2016)